# 贝尔戈洛
贝尔戈洛（義大利語：Bergolo），是意大利库内奥省的一个市镇。总面积3平方公里，人口71人，人口密度23.7人/平方公里（2009年）。ISTAT代码为004021。